# Buddies in India
Pour plus de détails, voir Fiche technique et Distribution.
Buddies in India (大闹天竺) est un film chinois réalisé par Wang Baoqiang qui tient également le premier rôle,,. Il est sorti en Chine le 28 janvier 2017 et est distribué par Tianjin Maoyan Culture Media (en), Beijing Enlight Pictures (en) et Huaxia Film Distribution (en).
Il obtient des critiques négatives pour son scénario et sa mise en scène  mais totalise 109 millions $ au box-office chinois 2017.

## Synopsis
Un artiste acrobate de cirque accompagne en Inde le fils d'un PDG récemment décédé pour récupérer son testament. Son oncle envoie de nombreux voyous pour les éliminer, mais par chance et grâce aux acrobates de cirque, le jeune héritier de la société échappe à la mort. En arrivant à leur destination, ils comprennent que l'acrobate était le fils longtemps disparu de l'ami du PDG qui avait envoyé son fils en Inde dans le but de respecter sa promesse à son ami resté dans ce pays.

## Distribution
- Wang Baoqiang : Wu Kong
- Bai Ke : Tang Sen
- Vikramjeet Virk : Roi taureau
- Yue Yunpeng : Zhu Tianteng
- Ada Liu : Wu Jing
- Shruti Sodhi : Reine Iron Fan
- Liu Haoran : Erlang Shen

## Production
Le tournage a lieu en lieu début mai 2016. Vikramjeet Virk est le premier acteur indien à jouer le personnage très connu en Chine du Roi taureau.